# Fausto Coppi
Angelo Fausto Coppi, (15. rujna 1919., Castellania, Alessandria - 2. siječnja 1960., Tortona, Alessandria), bio je talijanski cestovni biciklist, koji je pet puta pobijedio na Giro d'Italia (1940., 1947., 1949., 1952. i 1953.), dva puta na Tour de France (1949. i 1952.), a svjetsko prvenstvo je osvojio jednom 1953. godine. Uz ove uspjehe, Fausto Coppi, pobijedio je pet puta na utrci Giro di Lombardia (1946., 1947., 1948., 1949. i 1954.), tri puta na utrci Milano – Sanremo, te na utrci "Paris-Roubaix" i La Flèche Wallonne (Valonska strijela). 
Coppi drži rekord (zajedno s Alfredo Binda i Eddy Merckx) s pet pobjeda na Giro d'Italia, te je prvi koji je iste godine osvojio Giro d'Italia i Tour de France, a to mu je pošlo za rukom 1949. i 1952.  